# Gmina Tarnowiec
Die Gmina Tarnowiec ist eine Landgemeinde im Powiat Jasielski der Woiwodschaft Karpatenvorland in Polen. Ihr Sitz ist das gleichnamige Dorf mit etwa 1250 Einwohnern.

## Gliederung
Zur Landgemeinde (gmina wiejska) Tarnowiec gehören folgende 17 Dörfer mit einem Schulzenamt:
Brzezówka
Czeluśnica
Dobrucowa
Gąsówka
Gliniczek
Glinik Polski
Łajsce
Łubienko
Łubno-Opace
Łubno Szlacheckie
Nowy Glinik
Potakówka
Roztoki
Sądkowa
Tarnowiec
Umieszcz
Wrocanka